# フィンチェント・ヤンセン
フィンチェント・ペトルス・アンナ・セバスティアーン・ヤンセン（Vincent Petrus Anna Sebastiaan Janssen , 1994年6月15日 - ）は、オランダ・北ブラバント州ヘース出身のサッカー選手。ロイヤル・アントワープFC所属。ポジションはフォワード。ストライカーであるが、中盤を務めることもある。オランダ代表。
母親は元水泳選手であるアンネマリー・フェルスタッペン。

## クラブ経歴

### ユース時代
SV TOP（オランダ語）に始まり、すぐにプロクラブ FCオスのユースへ加入。提携先のクラブNECナイメヘンへ移り、ナイメヘンのカンシャス・カレッジへ通ってVMBO（オランダ語）を取得している。2009年にフェイエノールトのユースへ加入。当時の同世代はカリム・レキク、テレンス・コンゴロ、ナタン・アケ、カイル・エベシリオ、トニー・フィレーナ、ジャン・パウル・ボエチウスら多くのトップタレントがいるハイレベルなチームであり、センターFWのポジションにも「この年代では欧州最高のセンターFWだった」とヤンセンが振り返るアナス・アチャバールがいたために世代別トップチームでの出場機会は限られていた。Aユニオールに上がってアチャバールがトップチーム入りしたことでようやくチャンスを得て、ユース最終年の2012-13シーズンには19歳以下のリーグでスフェン・ファン・ベーク、ルーカス・ヴァウデンベルフ、リック・カルスドルプ、ジョーイ・スレーヘルスらと共にカンピューンに。リーグ得点王にもなったが、フェイエノールトからの契約は得られなかった。2016年1月にフェイエノールトの監督ジョバンニ・ファン・ブロンクホルストは「彼はまだトップチームでやる準備はできていなかったし、我々はそういう選手と契約できる財政状況ではなかった」と回想している。

### エールディビジ時代
ヤンセンは2013年にアルメレ・シティFCへ移り、彼のポテンシャルを見抜いていたフレッド・フリムの指導を受ける。2013-14シーズンの第1節 8月3日のFCフォレンダム戦 (2-3で敗戦) でプロデビューを果たした。2014-15シーズンにはその得点能力で定期的にニュースに登場し、2015年4月11日のスパルタ・ロッテルダム戦ではハットトリックを達成した。
エールディヴィジの複数サブトップから関心を集めたヤンセンは2015年7月にAZアルクマールへ移籍し2019年までの契約を結んだ。報道によると移籍金は約40万ユーロ。アロン・ヨーハンソンの移籍によって即座にスタメンとなり、イスタンブールBBとのEL予選で公式戦初得点。欧州戦や年代別オランダ代表でゴールを量産する一方でエールディヴィジでゴールを挙げるまでは時間がかかったものの、2015年10月4日のFCトゥウェンテ戦で2得点を挙げて3-1の勝利をもたらした。不安定なチームが次第にプレースタイルを整えるとヤンセンの活躍度も増し、2016年1月24日のフェイエノールト戦では古巣相手にハットトリックを達成して4-2の勝利の立役者になり、フットボール・インターナショナルの週間最優秀選手に選ばれ、ルート・ファン・ニステルローイと比較されるなど、『長らくトップストライカーが表れていなかったオランダ・フットボールに希望を与える存在』と各メディアで高い評価を得た。3月12日のヴィレムII戦でも2得点を決め、『オランダ代表のプレセレクションに入るだけの理由を示した』とフットボール・インターナショナルの週間最優秀選手に選ばれている。アルメーヘン・ダッハブラッドでは2月と3月の月間最優秀選手に選ばれている。4月16日のPEC戦ではキャリア初の4得点を決め、アルメーヘン・ダッハブラッドとフットボール・インターナショナルで週間最優秀選手に選ばれた。このシーズン最終的にリーグ戦27得点で得点王となり、ジルフェーレン・スヒューンを獲得、アルメーヘン・ダッハブラッドで採点平均6.59、フットボール・インターナショナルでは採点平均6.55で共に年間最優秀選手の成績を残し、ヨハン・クライフ・プライスも受賞した。多くのクラブから関心を集めたヤンセンはオランダで国内トップクラブでの成長を望まれながらも移籍金が高額なために不可能な状況で国外挑戦を希望した。

### トッテナム
2016年7月12日、トッテナム・ホットスパーFCへ移籍。AZが得た移籍金は報道によるとボーナス込みで約2,200万ユーロと、クラブ記録(ジョジー・アルティドールの1,000万ユーロ)を2倍以上に更新した。トッテナムでの初ゴールは、9月21日のEFLカップでのPKによるもので、リーグ戦での初ゴールは10月29日のレスター・シティ戦のPKによるものである。度々シュートを放つがゴールが決まらず、また度々決定機を逃しファンから批判を浴びたが、4月15日のボーンマス戦でロスタイムに出場すると、プレミアリーグではセットプレー以外の中で、ようやく初ゴールを決めた。

### フェネルバフチェ
2017年9月8日、フェネルバフチェSKへ1年間のレンタル移籍で加入。

### CFモンテレイ
2019年7月23日、リーガMXのCFモンテレイへ移籍した。

### ロイヤル・アントワープ
2022年6月18日、4年契約でロイヤル・アントワープFCに加入した。

## 代表経歴
各年代のオランダ代表でプレー後、2016年3月25日のフランスとの親善試合でオランダ代表デビュー。3月29日のイングランド戦で代表初得点を挙げた。2017年10月、ワールドカップ欧州予選のスウェーデン戦でプレー後は代表から遠のいた。
2022年6月には約5年振りに代表に召集され、11月、ワールドカップカタール大会を戦うメンバーに選出された。

## プレースタイル
右足でも問題無くフットボールできるために利き足がどちらなのか疑問を持たれていたが、2016年2月14日に出演したデ・ターフェル･ファン・ケースで「元々は右利きだったけど、左足でもシュートできた。たくさん練習して最終的に左利きになったんだ」と語っている。
アルノ・フェルミューレンは代表デビューしたヤンセンについて「カイトのフィジカルと不屈の闘争心、ファン・ニステルローイのペナルティエリア内での非情さの両方の資質を兼ね備えている」と評した。

## 代表歴

### 出場大会
- オランダ代表
  - 2022 FIFAワールドカップ

### 試合数
- 国際Aマッチ 22試合 7得点（2016年-2022年）[32]

| オランダ代表 | 国際Aマッチ | 国際Aマッチ |
| 年           | 出場        | 得点        |
| ------------ | ----------- | ----------- |
| 2016         | 10          | 4           |
| 2017         | 7           | 3           |
| 2018         | 0           | 0           |
| 2019         | 0           | 0           |
| 2020         | 0           | 0           |
| 2021         | 0           | 0           |
| 2022         | 5           | 0           |
| 通算         | 22          | 7           |

## タイトル

### クラブ
モンテレイ
- リーガMX : 1回 (2019)
- コパ・メヒコ : 1回 (2019-20)
- CONCACAFチャンピオンズリーグ : 1回 (2021)

ロイヤル・アントワープ
- ベルギー・カップ : 1回 (2022-23)

### 個人
- エールディヴィジ得点王 : 1回 (2015-16)
- ヨハン・クライフ賞 : 1回 (2015-16)